# Бахчисарайский фонтан (балет)
Бахчисарайский фонтан — хореографическая поэма в четырёх действиях с прологом и эпилогом по мотивам одноимённой поэмы Александра Пушкина композитора Бориса Асафьева, поставленная балетмейстером Ростиславом Захаровым по сценарию Николая Волкова в 1934 году .

## История создания
Композитор Борис Асафьев был идеологом направления хореодрамы в балете 30-х годов XX века. Николай Волков оформил в 1932 году своё либретто в композиционную форму — балетную пьесу. Режиссёр С. Э. Радлов создал крепкую драматургическую основу, выразительным средством которой стал язык жестов — пантомима. Балетмейстер Р. В. Захаров изучал систему Станиславского, он также настоял на добавлении сцен: польского акта, возвращения Гирея после набега на Польшу (II акт), пляски татарских воинов (IV действие) и казни Заремы. По его просьбе в балете появился новый герой — Нурали. В драмбалете особое значение имела изобразительность танцевального языка танцовщика-актёра, каждая поза и жест которого получали смысловую нагрузку.

«Мы стремимся строить хореографический спектакль, как драматическое действие, где каждый танец несёт в себе смысл и дальнейшее развитие действия»— Р.В.Захаров
Захаров был очарован поэтическим смыслом и духовной красотой образа Марии в исполнении Улановой.

«…Мне хотелось вдохнуть живую душу в пушкинские образы на балетной сцене, для меня началась новая хореография…»— Г.С.Уланова
Алла Шелест создала глубокий драматический образ Заремы, в котором страстно звучал протест против насилия власти гарема, который отвечал молчаливому протесту польской пленницы Марии.
«Дуэт Заремы — Вечесловой и Марии — Улановой вошёл в историю балета, как образец выразительности и творческого взаимодействия партнёров на сцене».
Так и в следующем балете «Утраченные иллюзии» Захаров и Асафьев взяли за литературную основу всемирно известный роман Оноре де Бальзака.

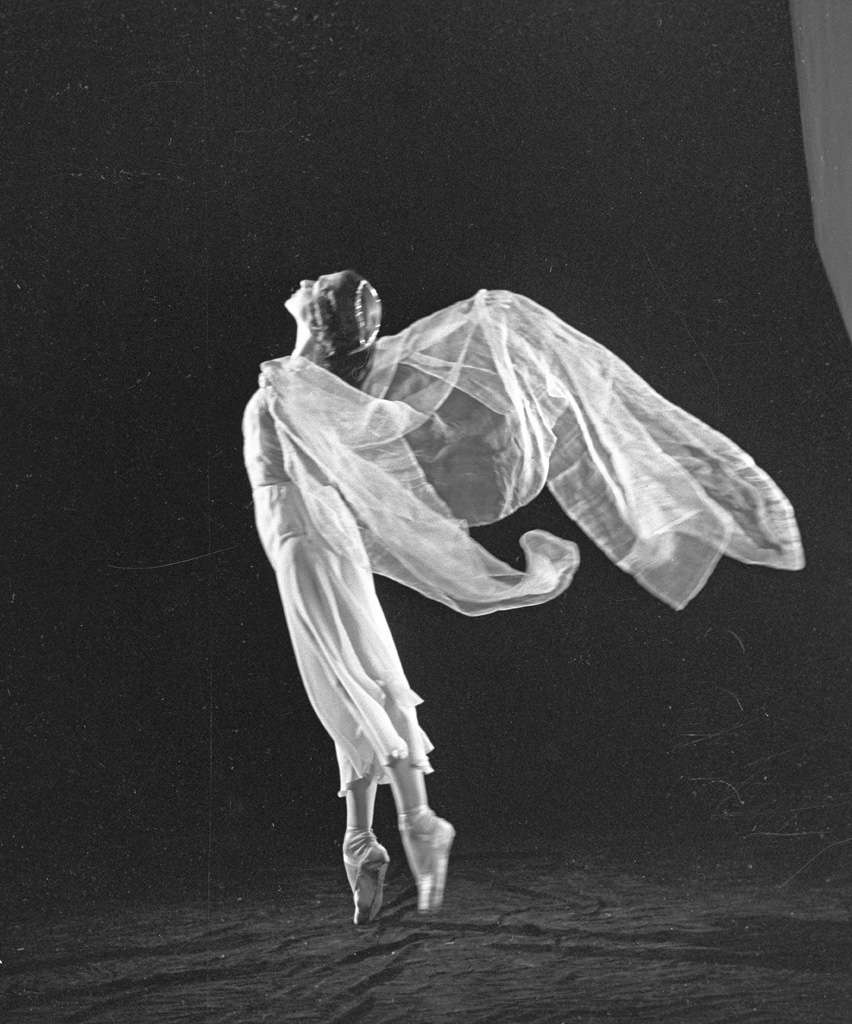
Екатерина Максимова в роли Марии в спектакле Большого театра, 1963

## Содержание балета и персонажи
- Князь Адам, польский магнат
- Мария, его дочь
- Вацлав, жених Марии
- Гирей, крымский хан
- Зарема, любимая жена Гирея
- Вторая жена Гирея
- Танец с колокольчиками
- Нурали, военачальник
- Польские паны
- Юноши
- Паненки
- Служанка Марии
- Начальник стражи
- Аббат
- Танцы и вариации
  - Краковяк
  - Танец пленниц
  - Татарская пляска

Пролог
Хан Гирей у «Фонтана слёз», воздвигнутого в память Марии в Бахчисарае.
Акт первый
Первая сцена
Знатный польский князь Адам празднует в своём замке день рождения своей дочери Марии, помолвленной с молодым князем Вацлавом
К аллее пробирается татарский лазутчик.
Широко распахиваются двери замка. В парк спускаются гости и Князь с дочерью.
Танцы польской знати. Полонез. Краковяк. Мазурка. Паненки. Дуэт парке Марии и Вацлава.
Вторая сцена
Веселье прерывается появлением раненного Начальника стражи с сообщением о набеге татар. Дамы укрываются в замке. Обнажив сабли, поляки готовятся отразить нападение врагов. Стража приводит пленного татарина. Горит подожжённый замок, защищая который, гибнут польские князья.
Убегающим Вацлаву и Марии преграждает путь хан Гирей. Ударом кинжала он убивает Вацлава. Поражённый красотой Марии, Гирей забирает её в свой гарем.
Акт второй
Третья сцена
(Авансцена) Из похода возвращается войско хана. Слуги бережно проносят на носилках богатую добычу — Марию.
Четвёртая сцена
Гарем Гирея в Бахчисарае. Среди многочисленных наложниц на богато убранном ложе — любимая жена хана Зарема, которая готовится к встрече своего господина.
Гирей задумчив и влюблён, Зарема тщетно пытается вернуть его любовь, он не замечает её.
Танцы: Вторая жена. Танец с колокольчиками. Танцы с блюдами. Вариация Заремы.
Акт третий
Пятая сцена
Комната Марии. Охраняемая старой прислужницей (Служанка Марии), томится прекрасная пленница хана. Мария играет на лютне и вспоминает о былой жизни.
Шестая сцена
Гирей молит Марию принять его любовь и все богатства. Но, духовная сила и гордая неприступность хрупкой Марии заставляют его отступить и Гирей удаляется.
Седьмая сцена
Ночью в опочивальню княжны проникает Зарема, она просит Марию вернуть ей Гирея и его любовь. Но страстная речь Заремы непонятна Марии, которая рассказывает о своём горе и утраченной любви. Но вот, Зарема находит забытую тюбетейку Гирея, а значит он был здесь. Служанка Марии убегает за ханом. Вбежавший Гирей бросается к Зареме, но она, охваченная ревностью, убивает Марию кинжалом.
Акт четвёртый
Восьмая сцена
Дворик ханского дворца. Вернувшиеся из похода воины, степные кочевники и рабы приводят новых пленниц. Гирей безутешен.
Стража сбрасывает Зарему в пропасть по приказу Гирея.
Девятая сцена
Военачальник Нурали пытается отвлечь господина от мрачных дум воинственными плясками.
Эпилог
Хан остается один у «Фонтана слёз» (как в начале спектакля). Перед ним возникает видение, образ прекрасной княжны Марии.

## Постановки

### Мариинский театр
- Премьера состоялась в Театре оперы и балета имени Кирова 28 сентября 1934 года. Балетмейстер Ростислав Захаров (режиссёр С. Радлов)[5]. Дирижёр-постановщик — Евгений Мравинский, художник-постановщик — В. М. Ходасевич.

Мария — Галина Уланова
Зарема — Ольга Иордан
Вацлав — Константин Сергеев
Гирей — Михаил Дудко
Возобновление
- 1946 год — Балетмейстер-постановщик Пётр Андреевич Гусев (по Захарову)

Мария Н. А. Железнова
Зарема — Алла Шелест
Гирей — Борис Шавров

### Большой театр
- 11 июня 1936 года — Большой театр. Балетмейстер Ростислав Захаров. Дирижёр — Ю. Ф. Файер[6][7].

Мария — Вера Васильева
Зарема — Любовь Банк
Вацлав — Михаил Габович
Гирей — Пётр Гусев
Возобновление
- 1944 года.

Мария — М. С. Боголюбская (затем Галина Уланова), Раиса Стручкова
Зарема — Елена Чикваидзе, Майя Плисецкая
Вацлав — Владимир Преображенский, Анатолий Кузнецов
Гирей -- Александр Лапаури
Возобновление
- 1954 года. Дирижёр Г. Н. Рождественский

Мария — Марина Кондратьева (17 мая, 29 июня 1954), Н. Н. Чорохова (1 октября 1954), Л. Я. Чадарайн (1 января, 11 сентября 1955)
Зарема — Л. П. Шейн (7 мая, 29 июня, 1 октября, 1954, 1 января, 11 сентября 1955)
Вацлав — Александр Плисецкий (17 мая, 29 июня, 1 октября, 1954, 1 января, 11 сентября 1955), Анатолий Кузнецов
Гирей — В. Г. Захаров (17 мая, 29 июня, 1 октября, 1954, 1 января, 11 сентября 1955)
Вторая жена — Ю. Г. Скотт (17 мая, 29 июня, 1 октября, 1954), Н. И. Симонова (11 сентября 1955)
Танец с колокольчиками — А. П. Попова
Мазурка и краковяк — Н. А. Капустина и В. В. Кудряшов, Я. Д. Сех

### Театр Станиславского
- 20 апреля 1936 года — Московский академический музыкальный театр имени К. С. Станиславского и Вл. И. Немировича-Данченко. Балетмейстер Ростислав Захаров, режиссёр — П. А. Марков, дирижёр — В. А. Эдельман.

Мария — А. А. Урусова
Зарема — Викторина Кригер
Вацлав — В. В. Беликов
Гирей — Александр Клейн

### В других театрах

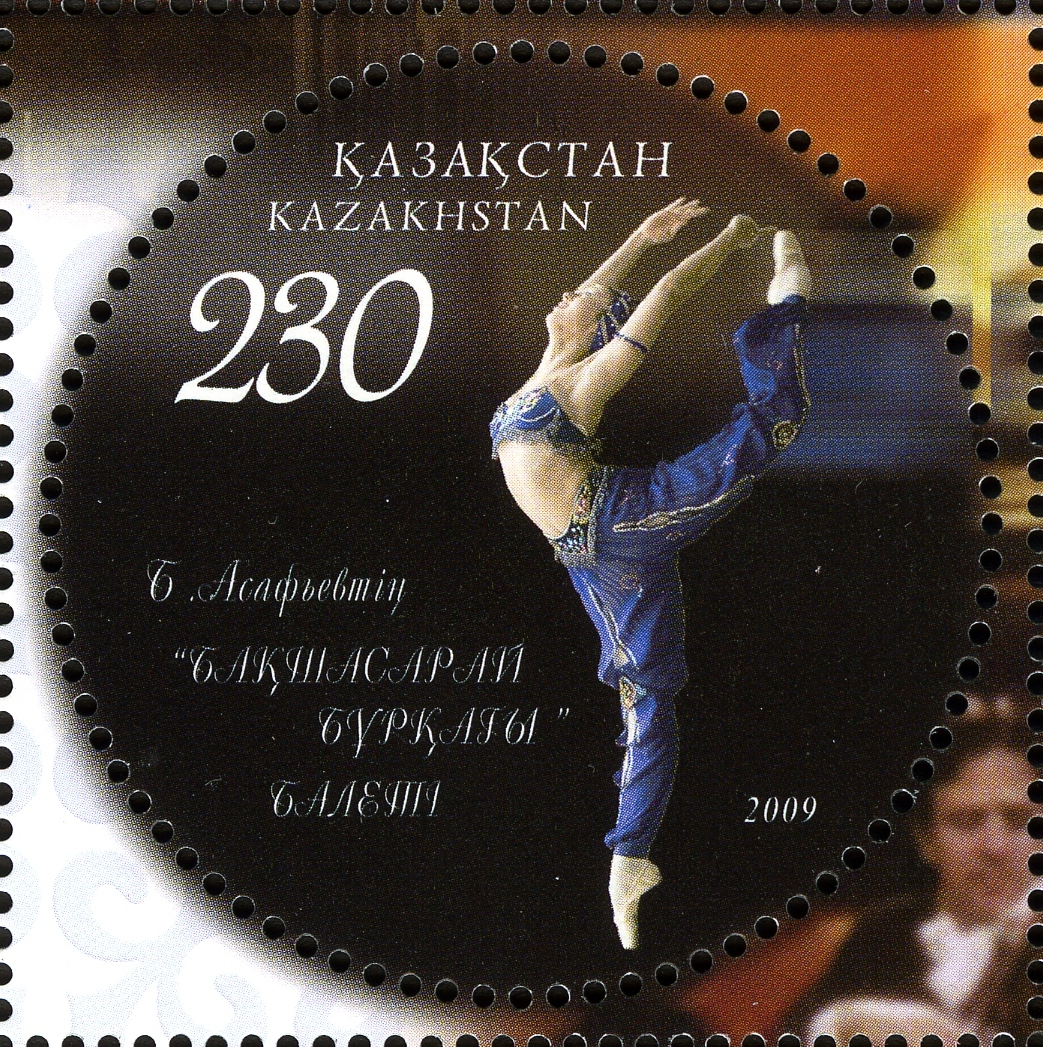
Почтовая марка Казахстана, 2009, 230 тенге

- 1936 — Самарский академический театр оперы и балета — балетмейстер-постановщик А. Томский; 1949 — Н. Данилова; 1954 — Ю. Ковалев; 1969 — Э. Танн; 1988 — Е. Шипяцкая; 2019 — Д. Павленко.
- 1937 — Нижегородский театр оперы и балета имени А. С. Пушкина — балетмейстер-постановщик К. П. Йоркин; 1950 — Язвинский; 1958 — Я. В. Романовский; 1967 — М. М. Газиев; 1978 — Тулубьева
- 1938 — Екатеринбургский театр оперы и балета — С. Н. Сергеев; 1952 — М. Л. Сатуновский; 1969 — С. М. Тулубьева
- 1938 — Киевский театр оперы и балета имени Шевченко — Г. А. Берёзова; 1961 — В. И. Вронский
- 1938 — Харьковский театр оперы и балета имени Н. В. Лысенко — И. И. Арбатов; 1962 — И. В. Ковтунов
- 1939 — Минский оперный театр — балетмейстер Касьян Голейзовский. 2007 — балетмейстер Ростислав Захаров[9]
- 1939 — Грузинский театр оперы и балета имени Палиашвили — С. Н. Сергеев; 1958 — В. А. Ивашкин
- 1939 — Большой театр оперы и балета Белорусской ССР — балетмейстер К. Я. Голейзовский[10] ; 1973 — балетмейстер Р. В. Захаров
- 1941 — Пермский театр оперы и балета имени П. И. Чайковского — Г. И. Язвинский: 1948 — Ю. П. Ковалёв; 1960 — балетмейстер Р. В. Захаров, Н. И. Авалиани
- 1942 — Казаxский  государственный академический театр оперы и балета имени Абая — балетмейстером Юрием Ковалевым, дирижёром Федором Кузьмичом и художником Анатолием Ненашевым[источник не указан 2368 дней]
- 1945 — Башкирский театр оперы и балета — Н. Зайцев, Ф. Саттаров; 1970 — Саттаров 
 19 июня 2007 года — балетмейстер-постановщик Шамиль Терегулов. Музыкальный руководитель и главный дирижёр Роберт Лютер[11]
- 1945 — Болгарский национальный театр оперы и балета (София) — Н. А. Анисимова
- 1946 — Латвийская национальная опера (Рига) — Е. А. Тангиева-Бирзниек; 2008 — Айварс Лейманис / Aivars Leimanis
- 1946 — Татарский театр оперы и балета имени Мусы Джалиля (Казань) — Л. А. Жуков; 1972 — Н. Юлтыева
- 1947 — Национальный театр (Бухарест) — С. А. Васильева
- 1948 — Одесский театр оперы и балета — В. И. Вронский
- 1948 — Киргизский театр оперы и балета — Л. А. Жуков; 1964 — Мадемилова
- 1949 — Львовский оперный театр — балетмейстер К. Я. Голейзовский; 1958 — Н. И. Трегубов
- 1949 — Новосибирский театр оперы и балета — Е. Г. Ефимов; 1961 — С. Н. Звягина, З. А. Васильева, С. А. Павлов, по Захарову
- 1951 — Саратовский театр оперы и балета — В. Т. Адашевский; 1964 — Л. Криевс; 1974 — Балетмейстер-постановщик — А. Пантыкин. Художник-постановщик — А. В. Арефьев
- 1952 — Венгерский государственный оперный театр — Р. В. Захаров
- 1953 — Болгарский национальный театр оперы и балета — Н. А. Анисимова
- 1955 — Немецкий национальный театр в Веймаре — Т. Шиллинг
- 1955 — Национальный театр (Прага) — А. Р. Томский
- 1956 — Финская национальная опера, Хельсинки — Р. В. Захаров,
- 1956 — Челябинский театр оперы и балета имени М. И. Глинки[12] — А. Я. Бердовский; 1970 — Л. Брунов
- 1957 — Япония  — труппа «Микико Мацуяма» (Mikiko Matsuyama)
- 1959 — Иркутский областной театр музыкальной комедии — Т. Е. Куржиямская[13]
- 1961 — Национальный театр (Белград) — Р. В. Захаров[14],
- 1962  — Воронежский государственный театр оперы и балета — Т. Е. Рамонова[15]
- 1963  — Красноярский театр музыкальной комедии:  Зарема — Ольга Грабовская[16]
- 1965 — Муниципальный театр Базеля — В. Орликовский
- 1966 — Государственная Балтийская опера — балетмейстер Н. Г. Конюс (дочь композитора Г. Э. Конюса)
- 1966 — Каирский оперный театр — балетмейстер Р. В. Захаров; 1972 — Р. В. Захаров
- 1988 — Красноярский государственный театр оперы и балета: Мария — Наталья Чеховская, Лариса Сычёва, Зарема — Татьяна Губина, Вацлав — Василий Полушин, Гирей — Николай Шильников. Художник — Владимир Арефьев.

## Экранизация
В 1953 году на киностудии «Ленфильм» был снят фильм «Мастера русского балета». В фильм вошли фрагменты балетов Бориса Асафьева «Бахчисарайский фонтан». Главные роли исполнили: Галина Уланова (Мария), Майя Плисецкая (Зарема), Пётр Гусев (Гирей), Юрий Жданов, Игорь Бельский.
- Бахчисарайский фонтан - фрагмент на YouTube — Мастера русского балета, 1953 год